# Дуло

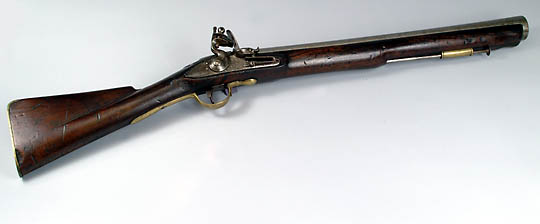
Кремнёвое ружьё времён Екатерины II с дулом-воронкой для упрощения заряжания

Ду́ло — передний конец, выходное отверстие ствола огнестрельного оружия.
В специальной технической литературе, как правило, этот термин не используется. Применяются термины «выходное отверстие» и «дульный срез». Кроме того, используется в названии устройства «дульный тормоз» (в самом деле, дульный тормоз закрепляется на переднем конце ствола оружия).
В разговорной речи и художественной литературе слово «дуло» часто употребляют, имея в виду ствол оружия. У профессиональных военных и оружейников именование ствола оружия дулом вызывает такую же негативную реакцию, как у инженеров-механиков именование отверстия «дыркой».
Форма и качество исполнения дульного среза сильно влияют на кучность стрельбы из снайперской винтовки.
Существуют различные насадки на выходное отверстие для охотничьих гладкоствольных ружей для увеличения и уменьшения кучности стрельбы (чок).